# O Samba Não É de Ninguém
O Samba Não É de Ninguém é o 16º álbum de estúdio do cantor brasileiro Zeca Baleiro. Foi lançado em 27 de outubro de 2023 pelo selo Saravá Discos com distribuição da ONErpm

## O Álbum
Apesar de ter alguns sambas em seu repertório musical, este é o primeiro álbum musical do Zeca Baleiro composto inteiramente por canções do gênero. Em 2011, o músico já havia dado declarações de que tinha vontade de gravar um álbum só com sambas, e inclusive ele já mencionava que o projeto se chamaria "o samba não é de ninguém".
Sobre esta demora em lançá-lo, Zeca deu o seguinte depoimento: 

## Arte da Capa
A capa do álbum é um trabalho do artista gráfico e ilustrador paranaense Elifas Andreato, que morreu pouco antes do álbum ser lançado. Baleiro encomendou este trabalho a Elifas por ele ser o autor da arte das capas de vários discos de samba, que incluem Martinho da Vila, Paulinho da Viola e Zeca Pagodinho.

## Faixas
| N.º | Título                           | Compositor(es)                 | Duração |  |
| 1.  | "Santa Luzia"                    | Zeca Baleiro                   | 4:09    |  |
| 2.  | "Quem Hoje Me Vê Ganhando"       | Zeca Baleiro                   | 4:42    |  |
| 3.  | "Casa no Céu"                    | Zeca Baleiro, Eliakin Rufino   | 2:35    |  |
| 4.  | "O Samba Não É de Ninguém"       | Zeca Baleiro                   | 3:53    |  |
| 5.  | "Amorosa"                        | Zeca Baleiro                   | 3:35    |  |
| 6.  | "Pedra Fria"                     | Zeca Baleiro                   | 3:24    |  |
| 7.  | "Flores da Razão"                | Zeca Baleiro                   | 4:42    |  |
| 8.  | "A Voz do Morro Não Morreu"      | Zeca Baleiro                   | 3:35    |  |
| 9.  | "Eu Pensei Que Você Fosse a Lua" | Zeca Baleiro, Salgado Maranhão | 4:06    |  |
| 10. | "Triste Lupicínio"               | Zeca Baleiro                   | 4:02    |  |
| 11. | "Duas Ilhas"                     | Swami Jr., Zeca Baleiro        | 4:37    |  |

## Créditos
- Zeca Baleiro – voz
- Zé Barbeiro – violão de 7 cordas
- Gian Correa – violão
- Swami Jr. – violão e violão de 7 cordas em “Duas Ilhas”
- Henrique Araújo – cavaquinho e bandolim
- Douglas Alonso – percussão e bateria
- Vitor da Candelária – percussão

Músicos convidados
- Coro – Alemão do Cavaco, Ana Duartti, Lissandra Oliveira, Marcello Furtado e Tatiana Parra
- Rubinho Antunes – flugelhorn em “Santa Luzia”
- Allan Abbadia – trombone em “Amorosa”
- Alexandre Ribeiro – clarinete em “Eu pensei que você fosse a lua” e clarinete e clarone em “Flores da Razão”
- Tiago Costa – piano em “Pedra Fria” e “Duas Ilhas”
- Teco Cardoso – flauta em Sol em “Duas Ilhas”

Ficha Técnica
- Produção: Swami Jr.
- Mixagem: Alexandre Fontanetti
- Masterização: Carlos Freitas
- Arte gráfica na capa - Elifas Andreato